# Dillon Francis
Dillon Hart Francis (Los Angeles, 5 de outubro de 1987) é um DJ e produtor musical de moombahton americano.

## Início da vida
Francis nasceu em Los Angeles, Califórnia. Francis afirmou que seu pai, Robert Drew Francis, é um "médico de medicina alternativa". Ele fez uma piada na internet recorrente a impossibilidade de encontrar seu pai.

## Carreira
Francis ganhou pouca fama depois de ganhar a atenção do produtor americano Diplo e eventualmente colaborar na canção "Que Que". Sua canção "Masta Blasta", originalmente uma faixa de house com 130 batimentos por minuto, foi editada após uma inspiração do músico holandês Munchi e, eventualmente, terminou como uma faixa em moombahton que o levou à fama. Em 2010, Francis lançou seu extended play (EP) Swashbuckler pela Play Me Records.
Ele lançou obras em múltiplas gravadoras, incluindo Dim Mak, Mad Decent e OWSLA.
Em fevereiro de 2012, Francis tornou-se o primeiro artista de moombahton a alcançar o primeiro lugar na parada de lançamentos da Beatport com o lançamento de seu EP Something, Something, Awesome.
No final de 2012, ele embarcou em sua turnê Wet & Reckless pela América do Norte, assim como suporte ao trio inglês de música eletrônica Nero em sua turnê Welcome Reality e ao músico inglês Flux Pavilion em sua turnê Standing on a Hill.
Em 2013, ele anunciou sua turnê chamada Wurld Turr por todo os Estados Unidos e Canadá, bem como a confirmação de que o seu álbum de estreia seria lançado em 2013, depois de enfrentar diversos atrasos. Ele também ganhou destaque por ter sido anunciado como um dos artistas para ver em 2013 pela Clubland da MTV, ao lado de artistas como Kill the Noise e Otto Knows.
Francis foi rotulado pela MTV como um "artista para assistir" a partir de 9 de setembro de 2013. A ascensão do artista está caminhando para se tornar um dos rostos mais reconhecidos na cena da EDM. Francis já se apresentou em muitos festivais de música popular, como o Camp Bisco, Electric Daisy Carnival, Coachella, TomorrowWorld, Ultra e Electric Zoo.
Francis também é metade da dupla de produção de comédia Meowski666, ao lado de Kill the Noise. Em outubro de 2013, ele foi anunciado como o número 73 na enquete da DJ Mag Top 100. Seu single "Get Low" com DJ Snake foi lançado em 11 de fevereiro de 2014.
Em 22 de março de 2014 Francis anunciou através de sua conta oficial no Twitter que seu álbum de estreia, intitulado Money Sucks, Friends Rule, seria lançado no dia 28 de outubro de 2014 pela Mad Decent e Columbia. Em agosto, Dillon lançou o seu segundo single do álbum, em colaboração com Sultan & Ned Shepard com participação de The Chain Gang of 1974. A partir de fevereiro de 2014, Francis vai iniciar na turnê Friends Rule Tour em suporte a seu álbum de estreia.

## Discografia

### Álbuns de estúdio
| Título                                                                                        | Detalhe do álbum                                                                                       | Posições em paradas músicais | Posições em paradas músicais |
| Título                                                                                        | Detalhe do álbum                                                                                       | EUA                          | AUS                          |
| --------------------------------------------------------------------------------------------- | --- | ---------------------------- | ---------------------------- |
| Money Sucks, Friends Rule                                                                     | - Lançamento: 27 de outubro de 2014 - Gravadora: Mad Decent, Columbia - Formatos: CD, digital download | 40                           | 33                           |
| WUT WUT                                                                                       | - Lançamento: 28 de setembro de 2018 - Gravadora: IDGAFOS - Formatos: CD, digital download             | —                            | —                            |
| "—" indica que a gravação não foi incluída nas paradas ou não foi distribuída naquela região. | |                              |                              |

### Extended plays
| Título               | Detalhe do álbum                                                                      |
| -------------------- | ------------------------------------------------------------------------------------- |
| This Mixtape Is Fire | - Lançamento: 14 de agosto de 2015 - Gravadora: Columbia - Formatos: Digital download |

## Singles

### Como artista principal
| "Get Low" (with DJ Snake)                                                                     | 2014 | 61 | 44 | 55 | 8  | 93 | 79 | —  | 88 | - RIAA: platina - MC: platina | Money Sucks, Friends Rule |
| "When We Were Young" (with Sultan + Ned Shepard featuring The Chain Gang of 1974)             | 2014 | —  | —  | —  | —  | —  | —  | —  | —  |                               | Money Sucks, Friends Rule |
| "I Can't Take It"                                                                             | 2014 | —  | —  | —  | —  | —  | —  | —  | —  |                               | Money Sucks, Friends Rule |
| "We Make It Bounce" (featuring Major Lazer and Stylo G)                                       | 2014 | —  | —  | —  | 68 | —  | —  | —  | —  |                               | Money Sucks, Friends Rule |
| "Set Me Free" (with Martin Garrix)                                                            | 2014 | —  | —  | —  | 57 | —  | —  | —  | —  |                               | Money Sucks, Friends Rule |
| "Love in the Middle of a Firefight" (featuring Brendon Urie)                                  | 2014 | —  | —  | —  | —  | —  | —  | —  | —  |                               | Money Sucks, Friends Rule |
| "Not Butter"                                                                                  | 2015 | —  | —  | —  | —  | —  | —  | —  | —  |                               | Money Sucks, Friends Rule |
| "Bruk Bruk (I Need Your Lovin')"                                                              | 2015 | —  | —  | —  | —  | —  | —  | —  | —  |                               | This Mixtape Is Fire      |
| "Coming Over" (with Kygo featuring James Hersey)                                              | 2016 | —  | —  | —  | —  | —  | —  | 93 | —  |                               | This Mixtape Is Fire      |
| "—" indica que a gravação não foi incluída nas paradas ou não foi distribuída naquela região. |      |    |    |    |    |    |    |    |    |                               |                           |

## Remixes
| Título                             | Ano  | Artista(s)                                     |
| ---------------------------------- | ---- | ---------------------------------------------- |
| "Lassitude"                        | 2010 | Sigma & DJ Fresh featuring Koko                |
| "Booty Bounce"                     | 2010 | Dev                                            |
| "Monkey Bars"                      | 2010 | Bit Thief                                      |
| "911"                              | 2010 | Tittsworth featuring Stimulus                  |
| "Sasha Don't Sleep"                | 2010 | The Dance Party                                |
| "Fireball"                         | 2011 | Dev featuring The Cataracs                     |
| "Spaceman"                         | 2011 | Vaski                                          |
| "Transition"                       | 2011 | DWNTWN                                         |
| "Sex Sax"                          | 2011 | Drop the Lime                                  |
| "Take It Back"                     | 2011 | Toddla T                                       |
| "Just Fall"                        | 2011 | HeavyFeet featuring Hannah T                   |
| "Look at Me Now"                   | 2011 | Chris Brown featuring Lil Wayne & Busta Rhymes |
| "Broken Hearts"                    | 2011 | Kito & Reija Lee                               |
| "Hitz"                             | 2011 | Chase & Status featuring Tinie Tempah          |
| "She Blows (The Whistle Tune)"     | 2011 | Time Takers                                    |
| "Swagger Jagger"                   | 2011 | Cher Lloyd                                     |
| "Hits Me Like a Rock"              | 2011 | CSS                                            |
| "Louder"                           | 2011 | DJ Fresh featuring Sian Evans                  |
| "Stereo Hearts"                    | 2011 | Gym Class Heroes featuring Adam Levine         |
| "Feel So Close"                    | 2011 | Calvin Harris                                  |
| "A Woman Like Me"                  | 2011 | Willy Joy                                      |
| "Turn It On"                       | 2011 | Kissy Sell Out                                 |
| "Dancehall Queen"                  | 2011 | Robyn featuring Name Brand                     |
| "Earthquakey People"               | 2011 | Steve Aoki featuring Rivers Cuomo              |
| "Circles"                          | 2011 | Digitalism                                     |
| "Underneath the Sycamore"          | 2011 | Death Cab for Cutie                            |
| "Kill the Noise"                   | 2011 | Kill the Noise                                 |
| "Who Is Ready to Jump"             | 2011 | Chuckie                                        |
| "Pull Up, Wheel Up"                | 2012 | Sinden                                         |
| "Hulk"                             | 2012 | Clockwork                                      |
| "Stars Come Out"                   | 2012 | Zedd featuring Heather Bright                  |
| "Beat Down"                        | 2012 | TAI                                            |
| "Daydreamer"                       | 2012 | Flux Pavilion featuring Example                |
| "Control Freak"                    | 2012 | Steve Aoki featuring Blaqstarr & Kay           |
| "Finale"                           | 2012 | Madeon                                         |
| "We Run the Club"                  | 2012 | Doc Hollywood                                  |
| "Where Did I Go?" (com Kill Paris) | 2012 | I See MONSTAS                                  |
| "Like Home"                        | 2012 | Nicky Romero & NERVO                           |
| "So Young So High"                 | 2013 | Dada Life                                      |
| "Carried Away"                     | 2013 | Passion Pit                                    |
| "Suit & Tie"                       | 2013 | Justin Timberlake featuring Jay-Z              |
| "Night Is On My Mind"              | 2013 | Oliver                                         |
| "KNAS"                             | 2014 | Steve Angello                                  |
| "Jealous (I Ain't With It)"        | 2014 | Chromeo                                        |
| "Harder, Better, Faster, Stronger" | 2014 | Daft Punk                                      |
| "Morning Sun"                      | 2014 | Strange Talk                                   |
| "Bigfoot"                          | 2014 | W&W                                            |
| "Some Chords"                      | 2014 | deadmau5                                       |